# 1976 na arte

## Eventos
- Salvador Dalí pinta Gala Contemplating the Sea.
- Carybé recebe o título de Cavaleiro da Ordem do Mérito da Bahia.
- O ministro da Justiça do Brasil, Armando Falcão, proíbe a Rede Globo de exibir um especial da companhia de ballet do Teatro Bolshoi.

## Nascimentos
| Data          | Nome    | Profissão         | Nacionalidade | Observações | Ref |
| ------------- | ------- | ----------------- | ------------- | ----------- | --- |
| 19 de janeiro | Carruço | pintor e escultor | Portugal      |             |     |

## Mortes
| Data              | Nome                             | Profissão                       | Nacionalidade                              | Observações | Ref |
| ----------------- | -------------------------------- | ------------------------------- | ------------------------------------------ | ----------- | --- |
| 26 de janeiro     | João Branco Núncio               | Cavaleiro Tauromáquico          | Reino Unido de Portugal, Brasil e Algarves | n. 1901     |     |
| 25 ou 26 de Março | Josef Albers                     | pintor                          | Alemanha                                   | n. 1888     |     |
| 1 de abril        | Max Ernst                        | pintor                          | Alemanha                                   | n. 1891     |     |
| 11 de maio        | Alvar Aalto                      | arquitecto                      | Finlândia                                  | n. 1898     |     |
| 12 de julho       | Simão César Dórdio Gomes         | pintor                          | Reino Unido de Portugal, Brasil e Algarves | n. 1890     |     |
| 9 de setembro     | Eduarda Lapa                     | pintora e professora de pintura | Reino Unido de Portugal, Brasil e Algarves | n. 1895     |     |
| 26 de outubro     | Di Cavalcanti                    | pintor                          | Brasil                                     | n. 1897     |     |
| 28 de outubro     | Augusto Gomes                    | pintor e professor              | Reino Unido de Portugal, Brasil e Algarves | n. 1910     |     |
| 11 de novembro    | Alexander Calder                 | pintor                          | Estados Unidos                             | n. 1898     |     |
| 18 de novembro    | Man Ray                          | fotógrafo, pintor e anarquista  | Estados Unidos                             | n. 1890     |     |
| ??                | Estrela da Liberdade Alves Faria | pintora                         | Portugal                                   | n. 1910     |     |
| ??                | Frigyes Frank                    | pintor                          | Áustria-Hungria                            | n. 1890     |     |
| ??                | Laurence Stephen Lowry           | pintor                          | Reino Unido                                | n. 1887     |     |
| ??                | José Benevenuto Madureira        | pintor, desenhista e professor  | Brasil                                     | n. 1903     |     |